# اوگنی شیشلیانیکوف
اوگنی شیشلیانیکوف (انگلیسی: Evgeny Shishlyannikov؛ زادهٔ ۷ فوریهٔ ۱۹۷۵) وزنه‌بردار اهل روسیه بود.